# Brzeźnica Książęca
Brzeźnica Książęca – wieś w Polsce położona w województwie lubelskim, w powiecie lubartowskim, w gminie Niedźwiada.   
Miejscowość położona jest w odległości 14 km od Lubartowa. Leży na Równinie Lubartowskiej we wschodniej części Małego Mazowsza, która należy do Krainy Wielkich Dolin. Brzeźnica Książęca sąsiaduje z Nadzieją, Gródkiem Szlacheckim, Zabielem-Kolonią, Brzeźnicą Bychawską, Niedźwiadą oraz Brzeźnicą Książęcą-Kolonią (potocznie nazywanym Karczunkiem II).
W latach 1975–1998 miejscowość należała administracyjnie do województwa lubelskiego.
Wieś jest siedzibą rzymskokatolickiej parafii św. Mikołaja.

## Powierzchnia i zasoby przyrodnicze
Brzeźnica Książęca zajmuje powierzchnię 577, 63 ha (z tego obszar użytków rolnych wynosi 502,38 ha. Natomiast na powierzchnię ogólna składają się: łąki i pastwiska 131,92 ha; grunty orne 368, 49 ha; sady 1,97 ha; zabudowania 15, 49 ha; lasy 16,03 ha; pozostałe (tj. wody, rowy, nieużytki, tereny komunalne) 43,73 ha.
Wieś otoczona jest lasem, w większej części jest to las mieszany (dębowy, brzozowy i sosnowy). Pomiędzy Niedźwiadą a Brzeźnicą w górnym biegu Piskornicy znajduje się Las Wycinki (w nim zamieszkują dziki i sarny). Zaproponowano objęcie ochroną pomnikową: klonu zwyczajnego (Acer platanoides) przy drodze z Niedźwiady do Brzeźnicy Książęcej na skraju lasu i dębu szypułkowego (Quercus robur) w dolinie Piskornicy. Przez teren miejscowości przepływa rzeka Piskornica, w której żyją bobry. Zgodnie z nowym podziałem kraju na jednolite części wód powierzchniowych (JCWP) obszar gminy znajduje się w obrębie 5 JCWP, granice których pokrywają się z granicami naturalnymi zlewni cieków powierzchniowych. W Brzeźnicy jest to obszar PLRW200017248329 – Piskornica – potok nizinny piaszczysty – zagrożona nieosiągnięciem celów środowiskowych (wpływ działalności antropogenicznej na stan JCW generuje konieczność przesunięcia w czasie osiągnięcia celów środowiskowych z uwagi na brak rozwiązań technicznych możliwych do zastosowania w celu poprawy stanu JCW).
Piskornica jest lewobrzeżnym dopływem rzeki Tyśmienicy; jest rzeką uregulowaną i posiada rozległą dolinę. Dolina Piskornicy posiada szerokość od 300 do 900 m. Dno doliny jest płaskie i podmokłe. Różnice wysokości pomiędzy dnem doliny a wierzchowiną są rzędu kilku metrów. W dolinie Piskornicy w okolicy wsi wydobywa się torf – tutaj znajdują się największe zasoby tego surowca (w dolinie górnej Piskornicy znajduje się 3512 m³, a w dolnej dolinie Piskornicy około 1700 m³). Występuje tutaj także wiele chronionych gatunków roślin i zwierząt. W rowach melioracyjnych w okolicy miejscowości znajdują się zespoły roślinności pływającej Lemnetum minoris z dominującą rzęsą drobną; w dolinie Piskornicy zespół Lemno-Spirodeletum polyrrhizae z przewagą spirodeli wielokorzeniowej i mniejszym udziałem rzęs: trójrowkowej Lemna trisulca oraz drobnej. Oprócz tego w dolinie Piskornicy występują zbiorowiska łąkowe i pastwiskowe z klasy Molinio-Arrhenatheretea. Przeważają zbiorowiska z dużym udziałem traw. Na obrzeżach torfianek i starorzeczy, wzdłuż rowów melioracyjnych znajdują się zbiorowiska szuwarowe. W dolinie Piskornicy, na zachód od Brzeźnicy Książęcej wykształciły się zarośla wierzbowe Salicetum pentandro-cinereae z dominującą wierzbą szarą Salix cinerea i domieszką wierzby pięciopręcikowej Salix pentandra, rzadziej kruszyny, olszy czarnej i wierzby rokity Salix rosmarinifolia; zachowały się typowo wykształcone olsy z zachowaną budową kępkowo-dolinkową. W starych wyrobiskach torfu w dolinie Piskornicy w pobliżu Brzeźnicy Książęcej zachowały się zbiorowiska torfowiskowe z klas: Schuchzerio-Carice-tea i Oxycocco-Sphagnetea.
Do obszarów objętych ochroną na terenie miejscowości zalicza się:
- rezerwat Bagno Jezioro zajmuje powierzchnię 167,8 ha (24 ha to rezerwat). W skład rezerwatu wchodzi torfowisko wysokie trwa tzw. Bagno Jezioro i przylegające do niego torfowisko niskie z zakrzewieniami, potorfiami, łąkami oraz zadrzewieniami. Obszar ten chroniony jest ze względów przyrodniczych i krajobrazowych.
- Użytek ekologiczny Piskornica zajmuje powierzchnię 65, 5 ha. Tworzony jest przez potorfia i łąki w dolinie Piskornica[11].

Przed drugą wojną światową powierzchnia Brzeźnicy Książęcej wynosiła 744 morgi (w tym ziemia orna miała 407 morgów, łąki 68 morgów, pastwiska 141 morgów, lasy 108 morgów, torfowiska 18 morgów oraz zbiorniki wodne 2 morgi).

## Ludność
Według danych USC Niedźwiada w 2021 roku Brzeźnicę Książęcą zamieszkiwało 401 mieszkańców. W dniu 31 października 2011 r. liczba mieszkańców wynosiła 460 osób. Struktura wiekowa przedstawiała się następująco: do 19 roku życia mieszkało tu 58 kobiet i 72 mężczyzn; w wieku od 19 do 60 lat 115 kobiet i 126 mężczyzn; powyżej 60 lat było 61 kobiet oraz 28 mężczyzn.
Około 1626 roku Brzeźnica Książęca liczyła sześciu zagrodników oraz kmieci. W 1787 wieś liczyła 183 osoby narodowości polskiej (katolicy) oraz 7 Żydów. W 1801 miejscowość posiadała 44 domy oraz 284 mieszkańców, a w 1827 liczyła 29 domów mieszkalnych, mniej więcej około 1880 38 domów (oraz 514 morgów ziemi włościańskiej). W 1905 wieś wraz z kolonią liczyła 120 domów oraz 781 mieszkańców. Jak wynika z powszechnego spisu ludności przeprowadzonego 30 września 1921 (wyniki opublikowane zostały w 1924 r.) w Brzeźnicy Książęcej było 97 budynków mieszkalnych i 560 mieszkańców (w tym 282 mężczyzn oraz 278 kobiet). 549 mieszkańców było wyznania rzymskokatolickiego i 11 mojżeszowego. W 1933 roku w Brzeźnicy było 597 mieszkańców wyznania rzymskokatolickiego oraz 12 wyznania mojżeszowego. W 1961 roku miejscowość liczyła 488 osób.

## Infrastruktura i gospodarka
Miejscowość Brzeźnica Książęca podobnie jak cała gmina Niedźwiada leży na uboczu od głównych szlaków handlowych. Komunikacja zbiorowa dla miejscowości raczej zaspokaja potrzeby mieszkańców, chociaż większość z nich korzysta z własnych środków transportu. Stan dróg i nawierzchni gminnych jest dość dobry. Drogą powiatową, która przebiega przez miejscowość jest 1555 L (od drogi powiatowej 1553 L Niedźwiada-Brzeźnica Książęca- Gródek Szlachecki, która ma 7,263 km) i droga 1554 L (prowadząca od drogi wojewódzkiej 815 Brzeźnica Książęca – Zabiele – Brzeźnica Bychawska – droga powiatowa 1553 L); natomiast drogą gminną jest droga 103507 o długości 0,40 km. W 2013 roku przebudowano ciąg dróg powiatowych Tarło – Berejów – Brzeźnica Bychawska – Zabiele – Brzeźnica Książęca – Niedźwiada. Ta inwestycja uzyskała dofinansowanie w wysokości 3 mln złotych z Narodowego Programu Przebudowy Dróg Lokalnych i zrealizowano ją przy współudziale Gminy Niedźwiada.
Głównym operatorem telefonii stacjonarnej działającej na terenie miejscowości jest Orange Polska (dawniej Telekomunikacja Polska S.A.). Mieszkańcy nie mają problemów z dostępem do sieci telefonicznej. Wielu abonentów telefonii stacjonarnej zrezygnowało z tej formy telefonii na rzecz telefonów komórkowych. Dostęp do internetu jest zadowalający. W ramach projektu Regionalna Sieć Szerokopasmowa Lublin północny wschód na terenie gminy zainstalowano punkty publicznego dostępu do internetu. W Brzeźnicy Książęcej taki HotSpot zainstalowano przy szkole podstawowej.
Większość domów ogrzewana jest piecami na paliwo stałe (węgiel, drewno). W miejscowości brak jest sieci gazowej przez co nie ma możliwości ogrzewania domów gazem ziemnym. Miejscowość zaopatruje się w wodę z ujęcia i stacji uzdatniania wody w Zabielu. Początkowo stacja ta obsługiwana była przez Gminny Zakład Komunalny w Niedźwiadzie, a po zmianach od kwietnia 2011 roku przez Gminę Niedźwiada. Gospodarka odpadami w gminie opiera się na systemie pojemnikowym. Odbiorem, transportem oraz utylizacją śmieci zajmuje się od lipca 2013 radomska firma ATK Recycling (wcześniej zajmował się tym Związek Komunalny Gmin Ziemi Lubartowskiej). Od 1 stycznia 2016 wywozem śmieci z Brzeźnicy Książęcej, a także pozostałej części Gminy Niedźwiada (w 2015 roku Gmina Niedźwiada wystąpiła ze Związku Komunalnego Gmin Ziemi Lubartowskiej) zajmie się PGK Sp. z o.o. z Lubartowa.
Na koniec 2011 r. we wsi działalność prowadziło 8 podmiotów gospodarczych m.in. usługi tartaczne, kominiarskie, elektryczne, wodno-kanalizacyjne, budownictwo oraz handel. Większość mieszkańców zatrudnionych poza rolnictwem pracuje w zakładach zlokalizowanych w Lubartowie oraz Lublinie.
Miejscowość tak samo jak cała gmina jest terenem typowo rolniczym. Rolnictwo opiera się na indywidualnych gospodarstw rolnych. Większość gruntów ornych występujących w Brzeźnicy Książęcej stanowią gleby o dość dobrej kulturze. W głównej części uprawia się zboża takie jak żyto, owies, pszenżyto, ziemniaki, owoce miękkie. Rolnicy chowają trzodę chlewną oraz bydło mleczne (trzeba zaznaczyć, że zmniejsza się liczba gospodarstw hodujących bydło). Ze względu na małą opłacalność rolnictwa dla większości mieszkańców wsi jest to jedynie dodatkowe źródło dochodu (czasami zdarza się, że trzeba do niego dokładać). W miejscowości istnieje jedno specjalistyczne gospodarstwo mleczarskie.

## Kultura i zabytki
W Brzeźnicy Książęcej znajduje się zabytek kultury zewidencjonowany, aczkolwiek niewpisany do rejestru zabytków. Jest nim kościół parafialny pod wezwaniem św. Mikołaja i św. Zofii wybudowany w latach 1935–1940. Kościół został wybudowany z czerwonej cegły, nietynkowany, jednonawowy z węższym prezbiterium, zamknięty półkoliście kruchtą przylegającą do prezbiterium od strony zachodniej. Ponadto zabytkiem są dwa krucyfiksy z XIX–XX w.; dwa krzyże żelazne, kute i ozdobne. Oprócz tego za zabytki zostały uznane ogrodzenie murowane z bramą z 1939 r.; drewniana organistówka i cmentarz parafialny.
Charakterystycznym elementem Polski są krzyże i kapliczki. Spełniają one funkcje kultowe dla danej społeczności. Stawiano je z różnych powodów. Po pierwsze jako prośba o ochronę lub pamiątka cudu; po drugie jako wotum wdzięczności za otrzymane łaski, po trzecie by upamiętnić jakieś wydarzenie. W końcu służyły jako drogowskaz. W Brzeźnicy Książęcej najstarszą z nich jest kapliczka ponepomucmeńska, w której obecnie znajduje się figura Matki Boskiej. Obok tej starej, bielonej kapliczki pod koniec XX w. wybudowano nową kapliczkę, w której znajduje się rzeźba Św. Jana Nepomucena. Obie kapliczki leżą przy mostku obok Piskornicy, przy drodze prowadzącej do Niedźwiady. Na skrzyżowaniu, przy szkole znajduje się inna kapliczka.
W miejscowości znajduje się również krzyż powiązany z historią cudu. Znajduje się on przy drodze, w lesie na trasie Brzeźnica Książęca-Niedźwiada (jego zdjęcia znajdują się na forum poszukiwaczy). Oprócz tego znajdują się inne krzyże, jeden przy cmentarzu parafialnym. Napis na nim brzmi W 1900 lecie odkupienia ludzkości, 1934 r.
Kolejnym typem zabytków jest budownictwo niesakralne. Cennym zabytkiem był drewniany młyn, który był wykazany w ewidencji dóbr kultury jako zabytek kultury (obecnie nie istnieje, gdyż został rozebrany przez właścicieli. W książce Zabytki architektury i budownictwa w Polsce. Województwo lubelskie z 1995 roku jako zabytki wymienia się: zagrodę nr 16 Julii Puły (dom drewniany, pochodzący z około 1915 r. i stodoła drewniana z około 1930 r.), zagrodę nr 48 Mirosława Kalbarczyka (dom drewniany z lat 20. XX wieku oraz spichlerz drewniany z ok. 1937 r.), zagrodę nr 61 Józefa Najdy (dom drewniany z ok. 1914 r. oraz drewniana stodoła z 1936 r.), zagrodę nr 78 Stanisława Barana (dom drewniany oraz stodoła drewniana z ok. 1920 r.); zagrodę nr 82 Stanisławy Wronowskiej (w tym dom drewniany, obora drewniana oraz stodoła drewniana z początku XX w.); dom drewniany nr 3 S. Górskiej z 1932 r., dom drewniany nr 6 Tadeusza Woźniaka z 1926 r., dom drewniany nr 7 Leona Puły z ok. 1933 r., dom drewniany nr 11 K. Sowika z lat 30 XX w., dom drewniany nr 12 J. Krupy z lat 30 XX w., dom drewniany nr 37 S. Maja z ok. 1900 r., dom drewniany nr 38 Z. Zmysłowskiej z 1905 r., dom drewniany nr 39 J. Zmysłowskiego z 1905 r., dom drewniany nr 41 S. Piesty z około 1920 r.; dom drewniany nr 45 Józefa Kunaszyka z ok. 1920 r., dom drewniany 46 Lucjana Krupy z 1914 r., dom drewniany nr 47 Reginy Bronisz z 1939 r., dom drewniany nr 49 W. Bącławka z 1914 r., dom drewniany nr 50 H. Sochal z około 1930 r., dom drewniany nr 51 Wacława Ozona z pocz. XX w., dom drewniany nr 52 Stanisławy Lipskiej z początku XX w., dom drewniany nr 57 Stanisławy Bronisz z ok. 1900 r., dom drewniany nr 59 Marianny Piesty z lat 30. XX w., dom drewniany nr 63 Lecha Bącławka z lat 20 XX w., dom drewniany nr 72 Tadeusza Głębockiego z 1943 r., dom drewniany nr 79 Stefana Gębala z lat 20. XX w. i dom drewniany nr 80 Czesława Denko z ok. 1937 roku.
Nieodłącznym elementem krajobrazu miejscowości jest przywiązanie do kultywowania tradycji. Tłumnie świętowane są święta kościelne. Niektóre znowu zostały prawie zapomniane np. stawianie brzózek przy domach z okazji zielonych świątek; malowanie okien i zdejmowanie bramek w domach, gdzie mieszkają niezamężne panny z okazji połowy Wielkiego Postu; chodzenie kolędników w okolicach Bożego Narodzenia. Ważną i wciąż kultywowaną tradycją jest poświęcenie pół w maju.
Lokalną tradycję oraz kulturę promuje Koło Gospodyń Wiejskich. Mieszkanki należące do koła działają również w zespole śpiewaczym. Oprócz tego należy do niego też kilku mężczyzn. Na bazie chóru działa również parafialny chór. W 2011 roku należało do niego 9 kobiet oraz 6 mężczyzn.

## Historia

### I Rzeczpospolita
Pierwotnie wieś nosiła nazwę Wola Brzeźnicka, a najstarsze wzmianki o tej miejscowości pochodzą z 1469 roku. W 1529 r. zapisano ją Rzesniczka Volya. W l. 1531 występuje Vola Brzesniczka, w 1552 Brzeznicka Wola, w 1563 Brzeznicza Nowa. W 1611 r. zapisano ją jako Brzeznica utraque. W XVI wieku należała do majątku rodu Firlejów. W 1626 roku okoliczne tereny dostały się pod panowanie księcia Aleksandra Zasławskiego. Z tego powodu ówczesna nazwa wsi została przekształcona i przybrała dzisiejszą formę. W XVIII wieku Brzeźnica Książęca wraz z pobliskimi ziemiami stała się własnością księżnej Barbary Urszuli Sanguszkowej z rodu Sanguszko. Część z tych dóbr ziemskich została w drugiej połowie XIX wieku wyprzedana i zlicytowana, a część uwłaszczona na skutek ukazu carskiego.

### Zabory
Po trzecim rozbiorze podobnie jak Lubelszczyzna Brzeźnica Książęca znalazła się pod zaborem austriackim. Po utworzeniu Księstwa Warszawskiego Brzeźnica weszła w jego skład. Po upadku Napoleona tereny te zajęte zostały przez wojska rosyjskie, a po kongresie wiedeńskim weszły w skład Królestwa Polskiego.
22 grudnia 1863 roku w Brzeźnicy Książęcej oddział Ćwieków, dowodzony przez Gromejkę Bronisława, zaskoczony przez wroga mającego przeważające siły, pod gradem kul i kartaczy zmuszony został uchodzić do lasu. Podczas tej strzelaniny ranny został Hipolit Obrycki. Około 1880 roku miejscowość była własnością Banku Polskiego. W 1883 r. Bank Polski sprzedał folwark znajdujący się w Brzeźnicy Książęcej.
W XIX w. Brzeźnica Książęca należała do Gminy Berejów (na pewno należała do niej w 1867 roku) , a już w 1892 r. siedzibą gminy było Tarło.
Pod koniec lat 70. XIX wieku Brzeźnica Książęca wraz z folwarkiem stały się własnością Banku Polskiego. Dobra te pod koniec XIX w. miały 2014 mórg obszaru (w tym 875 mórg ziemi ornej, 229 mórg łąk, 815 mórg lasów oraz 93 mórg bagien). Około przełomu wieków XIX i XX Brzeźnica należała do III Okręgu Sądowego/Pokoju Ostrówek; najbliższa poczta i telegraf znajdowały się w Lubartowie; najbliższą stacją była stacja kolei łukowsko-lubelskiej znajdująca się 18 wiorst od kolei. Podczas I wojny światowej przez teren gminy Tarło przechodził front. Trwały walki pomiędzy Rosjanami a wojskami Austro-Węgier. Z 1915 roku pochodzi pocztówka fotograficzna, która umiejscawiana jest w Brzeźnicy Książęcej. W latach 1915–1918 tym terenem zarządzał generał-gubernator Austro-Węgier z siedziby w Lublinie.

### II Rzeczpospolita
25 kwietnia 1925 roku na zebraniu gromadzkim Brzeźnicy Książęcym postanowiono dokonać podziału wspólnych pastwisk. Około 1928 roku Brzeźnica posiadała 744 morgów obszaru ogólnego, przy tym 407 morgów ziemi ornej; 68 morgów łąk; 141 morgów pastwisk; 108 morgów lasów oraz 18 morgów lasów. Miejscowość nie posiadała nieużytków, miała za to 2 morgi obszaru, na którym znajdowała się woda.
W wyborach parlamentarnych, które miały miejsce w 1930 roku, do sejmu z listy BBWR wszedł wójt tutejszej gminy Kazimierz Kryński. Podczas XX-lecia międzywojennego W Brzeźnicy Książęcej istniały Liga Obrony Powietrznej i Przeciwlotniczej, Stowarzyszenie Młodzieży Polskiej i Ochotnicza Straż Pożarna. 9 sierpnia 1933 r. na skutek ustawy z dn. 23 marca o częściowej zmianie ustroju samorządu terytorialnego gminę Tarło podzielono na gromady. Gromada Brzeźnica Książęca składała się z Brzeźnicy Książęcej wsi (mając 761,04 ha) i Kolonii Brzeźnicy Książęcej (mającej 479,88 ha).

### II wojna światowa i okupacja niemiecka
18 września 1939 r. do niewoli niemieckiej dostał się w Jarosławiu pochodzący z Brzeźnicy Książęcej kapral Józef Gębacki (numer jeńca 201) z 1 pułku piechoty. Przekazano go następnie do Stalagu III-B. Dnia 21.08.1940 r. zwolniony jako robotnik cywilny do Furstenberg/Oder. Na straty.pl podane jako źródło jest Polski Czerwony Krzyż, ale materiały są też w Archiwum Centralnego Muzeum Jeńców Wojennych w Łabinowicach-Opolu. Kolejną osobą z Brzeźnicy, która dostała się do niemieckiej niewoli dnia 18 września 1939 w Warszawie był kapral Władysław Wójtowicz (numer jeniecki 98) z I.R.34. Przetransportowany następnie do Stalagu II C Woldneberg/Greifswald. 22 czerwca 1940 r. został zwolniony jako robotnik cywilny do miejscowości Medow. U schyłku kampanii wrześniowej (1 października 1939 r.) na roboty przymusowe do Neu-Ummedndorfa został wysłany Józef Rodak. Zatrudniono go przy rolnictwie. Pozostał tam do kwietnia 1945 roku.
Wkrótce po tym wydarzeniu terytorium zostaje zajęte przez dwóch agresorów. Początkowo rozważano by z terenów, na którym położona była również Brzeźnica Książęca utworzyć państwo buforowe. Później rozmyślano na utworzeniem państwa żydowskiego. Na końcu Lubelszczyzna weszła w skład Generalnego Gubernatorstwa. Jednocześnie zlikwidowany został powiat lubartowski, a gminę Tarło przyłączono do powiatu lubelskiego.
W 1940 r. na roboty przymusowe do Niemiec wywieziono Teodorę Ancewicz. Przymusowo zatrudniono ją w rolnictwie w miejscowości Adorf, gdzie przebywała do maja 1945 roku. Od maja 1941 r. pracę przemysłową w Emmerich (Düsseldorf) zaczęła Aniela Mróz. Przebywała tam do marca 1945 r.
Najtragiczniejszym z lat wojennych dla mieszkańców Brzeźnicy Książęcej był rok 1942. 15 stycznia 1942 zamordowano Wincentego Krojca i Michała Żuka za nieoddanie kontyngentu. 24 maja doszło znowu do licznych aresztowań. Aresztowani zostali oskarżeni o przechowywanie jeńców. Tego dnia aresztowano Edwarda Grzebalskiego, Stanisława Grzebalskiego, Józefa Grzebalskiego, Józefa Kobielarza, Kazimierza Kobielarza, Helenę Kobielarz, Władysława Krojców oraz Józefa Krojca. Aresztowani zostali przewiezieni na Zamek Lubelski. W nocy z 24 na 25 września wywieziono wyżej wymienionych do lasu radawieckiego i rozstrzelano. Przeżyli tylko Józef i Stanisław Grzebalscy. We wrześniu aresztowano i osadzono na Majdanku Feliksa Krupę. Obóz ten udało mu się przeżyć i opuścić 12 grudnia 1942 r. W październiku na roboty przymusowe do Freibergu S.A. Langer ABC wywieziono Wacława Bącławka. Przydzielono go do Alfreda Urlicha przy rozładowaniu wagonów z węglem. Pozostał tam do maja 1945 r. W październiku 1942 r. oprócz niego na roboty chciano wywieźć Czesława Barana oraz Józefę Krojec (uciekła z transportu, który miał zawieźć ją na miejsce pracy przymusowej). 1 kwietnia 1943 r. do miejscowości Brzeszcze do pracy przymusowej wywieziono Konstantego Chodkiewicza. Pracodawcą jego został Max Kalka Baumaster. Z robót przymusowych Chodkiewicz powrócił w marcu 1945 r.
W czerwcu 1943 r. okupanci w odwecie za powtarzające się napady bandyckie postanowili rozpocząć obławy na mieszkańców położonych niedaleko lasów parczewskich i kozłowieckich. Również w Brzeźnicy Książęcej doszło z tego powodu do pojedynczych aresztowań. Pomimo że na terenie ziemi lubartowskiej działania wojenne już przeszły do historii, na frontach europejskich w dalszym ciągu walczyło dwóch mieszkańców Brzeźnicy Książęcej. Jednym z nich był Edward Baran, uczestnik walk wojska polskiego na froncie wschodnim w latach 1943–1945. Wyżej wymieniony posiadał przydział wojskowy 6 bpont-most w stopniu szeregowca. Poległ 13 września pod Wólką Mlądzką. Kolejnym był Jan Psiurski, który w trakcie walk otrzymał przydział wojskowy do 14 pp. w stopniu ppor. Poległ 8 lutego 1945 w Iłowcu. Zmarły został pochowany w 29 CW Wałczu Bukowina.
Już od początku okupacji ziem polskich na terenie upadłego kraju tworzyły się organizacje wojskowe. Tuż po wkroczeniu okupanta w Brzeźnicy Leśnej powstała tzw. „Samoobrona”. Dowództwo nad tą organizacją objął Józef Szymula ps. „Wulkan” lub „Jordan”. Potem dowódca stanął na czele Batalionów Chłopskich. Wśród członków BCh związanych z Józefem Szymulą „Jordanem” z Książęcej byli: Kazimierz Żmuda „Ryś” oraz Leon Żmuda. Z czasem AK jednoczy się z BCh. Drugą organizacją, do której przystąpiło najwięcej ludzi, było ZWZ-AK. Gmina Tarło należała do obwodu lubartowskiego, który otrzymał kryptonim „Hurtownia”. Obwód podzielony był na rejony, a gmina Tarło należała do rejonu 2. Rejon ten posiadał 14 plutonów, w tym jeden w Brzeźnicy Książęcej. Wśród plutonów AK rejonu II wymieniany jest pluton XVII-d z Brzeźnicy Książęcej liczący 40 osób. Dowódcą był plutonowy Stanisław Pękala „Schat” a jego zastępcą kapitan Józef Pękala „Oset”. W czerwcu 1944 roku 27 Wołyńska Dywizja Piechoty rozlokowała się we wsiach graniczących z Lasami Parczewskimi. 16–17 lipca pod lasy podeszli Niemcy, okrążyli je i zaczęli akcję zbrojną przeciwko partyzantom zwaną „Cyklon”. By wydostać się z tego „kotła”, dowódca mjr Szatowski „Kowal” 15 lipca skierował się wraz z podległymi mu batalionami na południowy skraj lasów parczewskich. Tam zaproponował dowódcom radzieckim wspólną walkę przeciwko wojskim niemieckim. Ci jednak odmówili. Wobec zaistniałej sytuacji w nocy z 18 na 19 lipca 1944 roku AK opuściło lasy parczewskie i skierowały się na zachód. Trasa ich przemarszu prowadziła z lasu koło Jedlanki, przez wieś Bójki, groblą między stawami, skrajem Kolonii Tyśmienica i Babianką w kierunku na północ od Zabiela, potem przez tory kolejowe na linii Gródek Szlachecki i Brzeźnica Bychawska i dalej przez Brzeźnicę Książęcą, Juliopol, las czemiernicki, Kolonię Dębica oraz wieś Zawada. Do straży przedniej wyznaczony został batalion por. „Gzymsa”, potem por. „Sokoła”, kpt. „Hrubego”, por. „Bratka” oraz oddziały dyspozycyjne Dywizji. Niedaleko stacji kolejowej Gródek, przy Brzeźnicy Książęcej, od strony torów, ostrzelano ją z broni maszynowej. Kolumna Dywizji zatrzymała się. Porucznik „Gzyms” ze szpicą skręcił z wyznaczonej trasy, przeszedł przez Piskornicę i opanował tor. Krótki ogień zmusił Niemców do wycofania się w stronę Gródka Szlacheckiego. Batalion „Gzymsa” opanował odcinek torów kolejowych i zamknął go. Szpica kontynuowała trasę przemarszu. Kolumna czołowa, która przeszła przez tory, zatrzymała się na polnej drodze pomiędzy Brzeźnicą Książęcą a Gródkiem, by odnaleźć zagubioną kolumnę. Przy przeprawie 27 Wołyńskiej Dywizji Piechoty AK pomagał batalion Zdzisława Brońskiego „Uskoka”. Gdy nie odnalazł się, podjęto decyzję o dalszym przemarszu. Przy szosie parczewskiej batalion pod dowództwem porucznika „Gzymsa” został zaatakowany przez Niemców ze strony Brzeźnicy Leśnej. Doszło do wymiany ognia. Porucznik „Sokół” ze swoim batalionem natarł na przeciwnika ze strony Brzeźnicy Książęcej.

### Polska Rzeczpospolita Ludowa
W odwecie za represje i prześladowania 19 października 1944 roku oddział „Uskoka” Zdzisława Brońskiego na drodze przy cmentarzu parafialnym w Brzeźnicy Książęcej zabił komendanta wojennego gminy Tarło Karakina oraz milicjanta posterunku w Niedźwiadzie, Aleksandra Ozona. (akcja ta niesłusznie czasami przypisywana jest Józefowi Szymuli „Jordanowi”). 15 grudnia 1944 roku zabity został Alojzy Tomasiak, któremu zarzucono współpracę z PUBP. Tymczasem władze komunistyczne wyłapywały członków poakowskiego podziemia. W sierpniu 1944 r. aresztowany został Stanisław Pękala (zmarł w obozie). 19 października 1944 r. aresztowano Edwarda Zielińskiego „Wojtka”, w listopadzie aresztowano Mariana Michnę ps. „Bocian” (wywieziono go na Ural, powrócił w 1954 roku). Prócz tego aresztowano i wywieziono w głąb ZSRR Edwarda Smyka.
W 1944 roku na Lubelszczyźnie zaczęto odtwarzać administrację i samorząd terytorialny. Dekret PKWN z dnia 21 sierpnia 1944 r. o trybie powołania władz administracji ogólnej I i II instancji w artykule 11 uchylił podział administracyjny wprowadzony podczas okupacji niemieckiej. 2 sierpnia 1945 roku ogłoszony został dekret dotyczący amnestii. Skorzystał z niego Kazimierz Budzyński ps. „Gałązka” (ujawnił się przed komisją amnestyjną w Lubartowie 19 października 1945 roku). 1 listopada 1946 roku zabity został przez nieznanych sprawców Kazimierz Żmuda. Na początku lat 50. utworzona została Konserwacyjna Spółka Wodna w Koloni Brzeźnicy Książęcej, do której weszli również mieszkańcy Brzeźnicy Książęcej. W 1954 roku na podstawie reformy administracyjnej tworzącej na miejsce gmin gromady, Brzeźnica Książęca została przyłączona do Gromady Niedźwiada.
W marcu 1961 roku podczas zebrania wiejskiego podjęto rozmowy na temat elektryfikacji wsi. Na terenie miejscowości w tym czasie istniały POP oraz ZSL. W latach 60. miała w tamtym czasie strukturę typowo rolniczą: powierzchnia rolna miała razem 754,72 ha. Podczas istnienia PRL-u w Brzeźnicy Książęcej działało kółko rolnicze. Od października do grudnia 1966 roku w ramach planu gospodarczego zelektryfikowano miejscowość. W latach 60. XX wieku zajęto się sprawą komasacji gruntów, oprócz tego mieszkańcy zgodzili się na wzięcie udziału w konkursie „Zmieniamy oblicze lubelskiej wsi”. Uchwałą z dnia 5 grudnia 1972 roku Wojewódzka Rada Narodowa z dniem 18 stycznia 1973 roku w miejsce wcześniejszej gromady powołała ponownie gminę Niedźwiada.

### III Rzeczpospolita
W 2004 roku seniorzy, którzy ukończyli 70 lat, oraz Koło Gospodyń Wiejskich z Brzeźnicy Książęcej wzięli udział w gminnym Dniu Seniora, który tym razem odbył się w Brzeźnicy Bychawskiej. W 2008 jedną z najgorszych dróg powiatowych w gminie Niedźwiada była łącząca Niedźwiadę z Brzeźnicą Książęcą, a tego roku aż cztery odcinki drogi zostały pokryte asfaltem. Rok później miało miejsce zakończenie mistrzostw I i II ligi halowej piłki nożnej. W I lidze pierwsze miejsce zajęła drużyna z Brzeźnicy Książęcej. 10 lipca 2009 podczas zebrania Rady Gminy uchwalono uchwałę Nr XXXIII/137/09 w sprawie udzielenia pomocy finansowej i rzeczowej powiatowi lubartowskiemu na realizację budowy chodnika w ciągu drogi powiatowej Nr 1555L Niedźwiada – Brzeźnica Książęca w Brzeźnicy.
26 września 2010 roku odbyły się uroczyste obchody 540-lecia istnienia Brzeźnicy Książęcej. Postawiono tablicę upamiętniającą, którą poświęcił miejscowy proboszcz Krzysztof Marszałek. 21 października 2011 roku miało miejsce uroczyste otwarcie drogi łączącej Brzeźnicę Książęcą i Kolonię Brzeźnicę Książęcą. Droga ta, będąca odcinkiem drogi powiatowej Nr 1554L, o długości 1650 metrów wybudowana została przy współpracy gminy Niedźwiada i powiatu lubartowskiego.
W 2013 rozpoczęto przebudowę i modernizację ciągu dróg powiatowych Tarło – Berejów – Brzeźnica Bychawska – Zabiele – Brzeźnica Książęca – Niedźwiada. Inwestycja ta dostała dofinansowanie w wysokości 3 mln złotych z Narodowego Programu Przebudowy Dróg Lokalnych i była realizowana we współpracy z Gminą Niedźwiada. W ramach inwestycji wzmocniono powierzchnię bitumiczną po wcześniejszym wyfrezowaniu i poszerzeniu jej w niektórych miejscach. Uroczystego otwarcia nowo wyremontowanych dróg miało miejsce na końcu 2013 roku w Brzeźnicy Bychawskiej. 18 października 2014 roku Brzeźnica Książęca była gospodarzem gminnego Dnia Seniora. Uroczystości odbyły się w miejscowej Szkole Podstawowej. W wyniku wyborów samorządowych przeprowadzonych 16 listopada 2014 nowym radnym Brzeźnicy Książęcej została Mariola Krupa, uzyskując 107 głosów (wójtem na kolejną kadencję został Janusz Marzęda). Jako pokłosie wyborów samorządowych z dnia 21 października 2018 roku nowym wójtem został Marek Kubik (głosowało na niego 1676 osób, co procentowo dało wynik 56,97 procent), a nowym radnym z Brzeźnicy Książęcej został Bogdan Piesta (otrzymał 143 głosy, czyli 63.84 procent poparcia). 

## Szkoła Podstawowa w Brzeźnicy Książęcej
Przed wojną Brzeźnica Książęca posiadała szkołę, w której około 1928 r. były trzy klasy i 174 uczniów. W okresie 20-lecia międzywojennego w tej szkole uczyło kilkoro nauczycieli (oczywiście nie jednocześnie). I tak, od początku misję edukacyjną pełnili: Zofia Anna Staffa, Kazimiera Józefa Klimek, Waleria Jadwiga Marek, Marcjanna Wołodko-Romanowska (Marcelina Romanowska), Ignacy Tomasz Supryn, Jadwiga Ruebenbauer, Mieczysław Emil Szumny. Według akt Inspektoratu Szkolnego w Lubartowie: akt dozoru szkolnego gminy Tarło, w roku szkolnym 1930/1931 w miejscowej szkole było 39 chłopców i 42 dziewcząt z Brzeźnicy Książęcej wsi; 13 chłopców i 14 dziewcząt z Brzeźnicy Książęcej (części tzw. Zagrody); 2 chłopców i 3 dziewczęta z Brzeźnicy Książęcej (części zwanej Folwarkiem). Liczba dzieci objętych przymusem szkolnym na dzień 1 września 1944 r. w Książęcej wynosiła 129 dzieci. Kierowniczką szkoły w tym czasie była Kazimiera Zyganowa. W roku szkolnym 1945/1946 w szkole podstawowej uczyło dwoje nauczycieli. Ogólna liczba dzieci w wieku szkolnym wynosiła 126 osób (115 chodziło do miejscowej szkoły, a 11 do szkoły zbiorczej w Brzeźnicy Bychawskiej). W roku szkolnym 1947/1948 w szkole uczyło się 116 osób, w tym 15 w wieku pozaszkolnym. Dodatkowo w szkole działało PCK oraz spółdzielnia uczniowska. Wiosną 1948 roku wskutek zarządzenia władz szkolnych nauczyciele postanowili zasadzić drzewka przy drodze prowadzącej od Brzeźnicy Książęcej do tzw. Przykościela. W roku szkolnym 1949/1949 kierowniczką szkoły była M. Romanowska. Dodatkowo jako pomoc w nauczaniu w marcu 1949 roku przysłana została Sabina Toczkówna. W roku szkolnym 1951/1952 roku w miejscowej szkole uczyli: Edward Krzykowski, Aleksandra Krzykowska, Maria Mazurek, Eugenia Raczyńska. Oprócz nich jako nauczycieli w 1952 r. można wymienić jeszcze Alfredę Skrzypiec i Józefa Horbowicz. W międzyczasie w szkole działało Szkolne Koło Odbudowy Warszawy (za cel wzięło sobie uświadamianie uczniom o odbudowie stolicy i zbierało na ten cel fundusze), PCK oraz Koło Przyjaźni Polsko-Radzieckiej. W 1957 r. w szkole podstawowej uczyli: Danuta Walenciuk, Halina Bagińska, Lucyna Suchodół, Mieczysław Suchodół. W 1963 r. do tutejszej szkoły uczęszczało 150 dzieci. W 1964 roku przy szkole podstawowej zorganizowany został uniwersytet powszechny (oprócz niego działał Ośrodek kulturalno-oświatowy). Tego samego roku rozpoczęto budowę nowego budynku, gdzie miała mieścić się szkoła powszechna. Kierownikiem szkoły w styczniu 1964 r. była Maria Mitura, oprócz niej do grona pedagogicznego należała Janina Walasek. We wrześniu bieżącego roku kierowniczką była Leokadia Adamczyk, a w 1966 Eugenia Kurek.
W połowie lat 90. XX wieku rozpoczęto budowę w pełni nowoczesnej sali gimnastycznej. Zmodernizowana została kotłownia oraz wykonano termodernizację budynku szkolnego. Uroczyste otwarcie miało miejsce 14 września 1997 roku. Sala gimnastyczna powstała z inicjatywy Zarządu Gminy Niedźwiada przy wsparciu finansowym i organizacyjnym posła Ryszarda Kalbarczyka.
W roku szkolnym 2005/2006 w Szkole Podstawowej w Brzeźnicy Książęcej uczyło się 140 dzieci; w roku szkolnym 2006/2007 uczyło się 135 dzieci; w roku szkolnym 2009/2010 uczyło się 20 dzieci w klasie zero oraz 83 w klasach od pierwszej do szóstej; w roku szkolnym 2010/2011 23 dzieci w klasie zero oraz 79 w klasach od pierwszej do szóstej; w roku szkolnym 2011/2012 było 26 dzieci w klasie zero oraz 76 w klasach od pierwszej do szóstej. Przez ten czas zmniejszyła się liczba uczniów biorących udział w programach, warsztatach i kampanii profilaktycznych oraz uczestników kół zainteresowań. Zmniejszyła się liczba uczniów na zajęciach pozalekcyjnych w tej szkole.

## Parafia rzymskokatolicka pod wezwaniem św. Mikołaja i św. Zofii
W XVIII w. w miejscu, gdzie obecnie znajduje się kościół parafialny pod wezwaniem św. Mikołaja i św. Zofii, znajdował się dworem myśliwski książąt Sanguszków. W pierwszej połowie XIX w. zbudowana została kaplica najprawdopodobniej przez księżnę Barbarę Sanguszko.
Wybudowano ją w kształcie rotundy na pamiątkę panującego moru i zarazy oraz uczczenia ich ofiar. Od tej pory co roku na 6 grudnia była tu odprawiana msza przez księdza z parafii w Ostrowie Lubelskim, do której należała Brzeźnica Książęca.
Od 1912 roku przy kaplicy w Brzeźnicy Książęcej przebywali księża kapelani jako filii parafii Ostrów Lubelski. W kolejnym roku mieszkańcy miejscowości skierowali prośbę do ordynariusza lubelskiego dotyczącą przydzielenia stałego kapłana. Prośba ta została rozpatrzona pozytywnie. Kapelanem został ksiądz Wacław Chojecki. Księża sprawowali swoją posługę duszpasterską, ale dokumentacja (akta urodzonych, akta zaślubionych, akta zamarłych) zapisywano tylko w raptularzu, a na czysto zapisywano je w Ostrowie Lubelskim. Niektóre księgi (księgi urodzeń z lat 1887–1906; księgi małżeństw z lat 1885–1906 oraz księgi zmarłych z lat 1887–1905) zostały zeskanowane i udostępnione na stronie Szukaj w archiwach. W 1915 roku miejsce księdza Chojeckiego został ksiądz Klimaczyński. Ksiądz ten pozostał w Brzeźnicy Książęcej przez dwa lata. Jego miejsce zajął tylko przez kilka miesięcy ksiądz Salomon. W 1917 roku organizatorem i pierwszym proboszczem został ksiądz Jan Włodzyński (do 15 maja 1923 roku).
W 1918 roku rozdzielona został diecezja lubelska i siedlecka. Parafia w Brzeźnicy Książęcej została przyłączona do diecezji siedleckiej. Po wskrzeszeniu diecezji w dniu 9 grudnia 1918 r. biskup Przeździecki wydał dekret dzielący diecezję na 18 dekanatów. Miejscowość Brzeźnica Książęca wraz z parafią przyłączona została do dekanatu parczewskiego.
3 października 1919 r. erygowano parafię w Brzeźnicy Książęcej na mocy dekretu Nr 1525 przez biskupa Henryka Przeździeckiego. Utworzono ją z miejscowości, które wcześniej należały do parafii sąsiednich m.in. Ostrowa Lubelskiego, Parczewa, Czemiernik. W parafii znalazły się Brzeźnica Książęca, Brzeźnica Książęca-Kolonia, Juliopol, Nadzieja, Kolonia Zabiele. 19 listopada 1925 r. biskup podlaski wystosował pismo do biskupa lubelskiego i proboszczów parafii m.in. Brzeźnicy Książęcej o tym, że zostały oddzielone od diecezji podlaskiej a przyłączone do diecezji lubelskiej. Stało się to na mocy bulli Vixidum Poloniae unitas z 28 października 1925 roku. Wkrótce potem parafię przeniesiono do dekanatu lubartowskiego.
Od 1923 roku miejsce księdza Włodzyńskiego zajął ksiądz Paweł Sokołowski (do 20 marca 1927 roku). Potem akta parafialne podpisywał ksiądz Ignacy Perczyński, proboszcz parafii w Brzeźnicy Bychawskiej. Taka sytuacja trwała do 2 października 1927 roku. W tym czasie od marca do października 1927 r. na własną rękę urzędował ks. Salomon. 2 października 1927 r. proboszczem został ksiądz Antoni Zieliński. Podczas swojej działalności duszpasterskiej sam nauczał religii w szkołach, prowadził organizacje religijne oraz męskie i żeńskie KSM. W tym czasie chór kościelny brał udział w konkursach. Jeszcze przed przybyciem księdza Zielińskiego do parafii, 6 sierpnia 1936 roku chór wziął udział w Firleju w odpuście parafialnym Parafii Przemienienia Pańskiego.
Wkrótce potem biskup Fulman przebywający prywatnie w Brzeźnicy Książęcej podpowiedział myśl zbudowania nowego kościoła. Jej plany sporządził inżynier Tadeusz Witkowski z Lublina (według Kroniki parafialnej). Roboty murarskie prowadził mistrz murarski Andrzej Mazuś. 15 maja 1935 r. podczas odpustowych uroczystości ku czci Św. Zofii zamontowany i poświęcony został kamień węgielny pod budowę nowej świątyni. Do 1939 roku zbudowano mury nowego kościoła, dwie zakrystie, wieżę. Pokryto je blachą. Jedną nawę otynkowano, w cztery otwory okienne wstawiono cztery ramy okienne i oszklono szkłem, zaś dwa zabito deskami. Miesiąc przed wybuchem II wojny światowej kościół został poświęcony przez dziekana lubartowskiego księdza Walentego Golińskiego. 22 września 1942 roku nastąpiła zmiana proboszcza. Miejsce księdza Zielińskiego zajął ksiądz Aleksander Czajkowski, który w czasie swej posługi duszpasterskiej w tej parafii rozpoczął prowadzenie kroniki parafialnej. Pod koniec wojny okupant zabrał dzwony parafialne, zakupione przed wojną dzięki ofiarności parafian. W dniach od 11 do 31 sierpnia 1947 roku z woli biskupa, księdza Czajkowskiego zastępował w parafii ksiądz Jan Szczepański (proboszcz posługujący w Brzeźnicy Bychawskiej, porwany pod koniec sierpnia 1948, w bestialski sposób torturowany i zamordowany). W 1949 roku nowym administratorem został ksiądz Józef Walczak. Jego następcą 2 października 1954 r. został ksiądz Jan Urban. Pozostał w parafii w Brzeźnicy Książęcej do 1960 roku, a nowym administratorem został ksiądz Tadeusz Bereza. W 1961 roku odbyła się pierwsza msza księdza Stanisława Włodka z Kolonii Brzeźnica Książęca. Dopiero w 1962 roku bp Piotr Kałwa konsekrował miejscowy kościół. W 1966 roku udało się uzyskać zgodę władz na budowę nowej plebanii. Pomimo radości z postępujących prac, proboszcz przez cały czas był nękany przez SB. 16 października 1969 roku nowym proboszczem został ksiądz Jan Nieróbca. Gorliwość w pełnieniu posługi duszpasterskiej oraz działalność księdza podczas ostatniej wojny była problemem dla władz. 13 czerwca 1971 roku święcenia kapłańskie otrzymał tutejszy parafianin Kazimierz Mikołaj Wilczyński. W 1972 roku w parafii miało miejsce Nawiedzenie Najświętszej Marii Panny w Jej obrazie. Pod koniec 1978 roku ksiądz Nieróbca został na miejscu zastąpiony przez księdza Tadeusza Mioduszewskiego, który w parafii pozostał do 1997 roku.
W 1997 roku nowym proboszczem został ksiądz Krzysztof Marszałek. Około 2002 r. parafia w Brzeźnicy liczyła 1450 wiernych. Działał tu Legion Maryi, kółka różańcowe i KSM. W 2005 roku parafię nawiedziła kopia obrazu Matki Boskiej Częstochowskiej. W 2004 do parafii przyjechali goście z Hongkongu. Tu zwiedzili tutejszą parafię i wzięli udział wraz z parafianami we wspólnej Mszy Świętej. W 2008 roku parafia w Brzeźnicy Książęcej odłączona została od dekanatu lubartowskiego i przyłączona do dekanatu czemiernickiego. 17 maja 2009 roku we wspomnienie św. Zofii obchodzono 90-lecie powstania parafii. Na uroczystości przybyli ks. biskup Mieczysław Cisło, ksiądz dziekan z Czemiernik Józef Chorębała oraz pochodzący z tej parafii o. Sławomir Kalisz. Tego dnia poświęcone zostały mozaiki o. Maksymiliana Kolbego oraz błogosławionego księdza Jerzego Popiełuszki, które zaprojektował Marek Piątkowski z Lublina. Obie umieszczone na frontonie kościoła. W tym samym czasie w kościele umieszczono tablice z nazwiskami księży, którzy byli proboszczami w tej parafii (w głównym ołtarzu znajdują się obrazy św. Mikołaja i św. Zofii oraz Matki Boskiej Częstochowskiej). 30 października 2009 roku w Lublinie zmarł ksiądz Tadeusz Mioduszewski, wieloletni proboszcz tutejszej parafii.